# منطقه تای‌هوا
منطقه تای‌هوا (به لاتین: Tây Hòa District) یک منطقهٔ مسکونی در ویتنام است که در جنوب ساحل مرکزی واقع شده‌است.